# آرثر كانليف
آرثر كانليف (بالإنجليزية: Arthur Cunliffe)‏ (5 فبراير 1909 في المملكة المتحدة - 28 أغسطس 1986 في المملكة المتحدة) هو لاعب كرة قدم بريطاني (وحمل سابقاً جنسية المملكة المتحدة لبريطانيا العظمى وأيرلندا) في مركز الهجوم. شارك مع منتخب إنجلترا لكرة القدم. أما مع النوادي، فقد لعب مع أستون فيلا وبلاكبيرن روفرز ونادي بيرنلي ونادي روتشديل ونادي ميدلزبره وهال سيتي.

## وصلات خارجية
- آرثر كانليف على موقع قاعدة بيانات كرة القدم.إي يو (الإنجليزية)
- آرثر كانليف على موقع ناشيونال فوتبول تيمز (الإنجليزية)